# Abd ar-Rahman II
Abd ar-Rahman II (född 788, död 852) var en umayyadisk emir i Córdoba från 822 till sin död.
Som son till Al-Hakam I tillbringade han hela sin regeringstid i krig med Alfonso II av Asturien vars expansion söderut han stoppade 822-842. 837 nedgjorde han ett uppror av kristna och judar i Toledo och slog tillbaka ett anfall av vikingar 844 som föranledde honom att bygga upp en flotta i Sevilla för att kunna bekämpa framtida räder.
Abd ar-Rahman II var inte bara en djärv och framgångsrik krigare, han är även känd för sina ambitiösa byggnadprojekt i Córdoba.
Abd ar-Rahman II efterträdde al-Hakam I och efterträddes av Muhammad I.